# كارلوس روجاس فيلا
كارلوس روجاس فيلا (بالإسبانية: Carlos Rojas Vila)‏ هو كاتب إسباني، (12 أغسطس 1928 - 8 فبراير 2020) ولد في برشلونة في إسبانيا.